# Frank van Ree
Frank van Ree (Amsterdam, 31 januari 1927 - Hoofddorp, 5 oktober 2013) was een Nederlands psychiater en schrijver.
Hij heeft gewerkt in de psychiatrische inrichting Vogelenzang in Bennebroek. In die plaats is hij blijven wonen.
Hij heeft zich, vaak controversieel, uitgesproken over onderwerpen als rouwverwerking, zelfdoding, pedofilie, drugs  en terrorisme en de bestrijding daarvan.
Van Ree was sinds 1952 getrouwd met de kunstenares en musicologe Nelly Bernard. Samen kregen ze twee kinderen.

## Werken
- L.S.D.-25: een experimenteel psychopathologisch onderzoek, uitg. Kluwer, Deventer, 1966 (Diss.)
- Drugs: Verslag in de breedte, uitg. Prisma (1485), Amsterdam, 1977, ISBN 978 902740612 5.
- met Lex Veldhoen: Eenzame opsluiting: een aanklacht tegen de machtigen in politiek, wetenschap en maatschappij, uitg. Prisma (80), Utrecht, 1980, ISBN 90-274-5932-0.
- De man die een kind doodde, uitg. Boom, Amsterdam, 1984, ISBN 90-6009-593-6
- Dicht op de huid: Een autobiografie, uitg. Balans, Amsterdam, 1990, ISBN 978 905018115 0.
- Vervreemde horizon: Psychiater in een kille wereld, uitg. Balans, Amsterdam, 1994.
- Mijn Zelfonderzoek: Een Terugblik, uitg. Swets & Zeitlinger, Lisse, 1996.
- Complete psychiatrie: een pleidooi: natuurwetenschap en empathie in de psychiatrie, uitg. Swets & Zeitlinger, Lisse, 1997, ISBN 90-265-1490-5.
- Vrijheidsstrijd, verzet, terrorisme: verslag van een RAF vertrouwensarts, uitg. Swets & Zeitlinger, Lisse, 2000, ISBN 978 902651590 3.
- met Duncan Rooders: Rond de 'War on Terror', uitg. Kirjaboek, 2010, ISBN 978-94-6008-077-7.